# Estill Springs
Estill Springs és una població dels Estats Units a l'estat de Tennessee. Segons el cens del 2000 tenia 2.152 habitants.

## Demografia
Segons el cens del 2000, Estill Springs tenia 2.152 habitants, 827 habitatges, i 654 famílies. La densitat de població era de 176,4 habitants/km².
Dels 827 habitatges en un 35,4% hi vivien nens de menys de 18 anys, en un 64,6% hi vivien parelles casades, en un 10,3% dones solteres, i en un 20,8% no eren unitats familiars. En el 17,9% dels habitatges hi vivien persones soles el 7,4% de les quals corresponia a persones de 65 anys o més que vivien soles. El nombre mitjà de persones vivint en cada habitatge era de 2,6 i el nombre mitjà de persones que vivien en cada família era de 2,92.
Per edats la població es repartia de la següent manera: un 25,1% tenia menys de 18 anys, un 7,4% entre 18 i 24, un 29,1% entre 25 i 44, un 23,7% de 45 a 60 i un 14,7% 65 anys o més.
L'edat mediana era de 39 anys. Per cada 100 dones de 18 o més anys hi havia 96,5 homes.
La renda mediana per habitatge era de 40.365 $ i la renda mediana per família de 44.527 $. Els homes tenien una renda mediana de 31.632 $ mentre que les dones 20.994 $. La renda per capita de la població era de 18.757 $. Entorn del 8,8% de les famílies i el 10,8% de la població estaven per davall del llindar de pobresa.

## Poblacions més properes
El següent diagrama mostra les poblacions més properes.